# (949) Hel
Pour les articles homonymes, voir Hel.
(949) Hel est un astéroïde de la ceinture principale.

## Description
(949) Hel est un astéroïde de la ceinture principale découvert le 11 mars 1921 par l'astronome allemand Max Wolf. Sa désignation provisoire était 1921 JK.
Il a été nommé en référence à la divinité nordique Hel.